# Vlag van Neder-Oostenrijk
De vlag van Neder-Oostenrijk bestaat uit twee horizontale banden, in de kleuren blauw (boven) en geel. De Landesdienstflagge is dezelfde vlag, maar dan met het wapen van de deelstaat in het midden. De kleuren blauw en geel zijn afkomstig van het wapen van de deelstaat, dat bestaat uit vijf gele adelaars op een blauw schild. De vlag is op 9 augustus 1954 officieel ingesteld.
|  |  |